# Ramneryggen
Der Ramneryggen (norwegisch für Rabengrat) ist ein Presseisrücken an der Prinzessin-Astrid-Küste des ostantarktischen Königin-Maud-Lands. Er ragt südöstlich der Werbljud-Insel zwischen dem Huginisen und dem Muninisen auf.
Wissenschaftler des Norwegischen Polarinstituts benannten ihn 2016. Namensgeber sind die beiden Raben Hugin und Munin des Gottes Odin aus der nordischen Mythologie.